# Michel Raimbaud
Michel Raimbaud, né le 29 octobre 1941 à Vivy est un essayiste et diplomate français. Il est l'auteur de Le Soudan dans tous ses États (2012) et Tempête sur le Grand Moyen-Orient (2015). 

## Biographie
Michel Raimbaud est titulaire d’un certificat d’études supérieures (CES) en sciences ainsi que d’une licence d’enseignement en anglais. 
Il est en poste dans l’Éducation nationale en 1961 et séjourne un an au Brésil de 1967 à 1968. En 1971, il intègre le ministère des Affaires étrangères puis est admis au concours de recrutement des secrétaires des Affaires étrangères en 1975. Il est secrétaire à Djeddah (Arabie saoudite), de 1976 à 1978 puis à Aden (Yémen) de 1978 à 1979 avant d'être en poste à l’administration centrale, aux affaires africaines et malgaches de 1979 à 1985. Il est ensuite nommé deuxième conseiller au Caire puis à Brasilia de 1988 à 1991 avant de devenir ambassadeur de France en Mauritanie de 1991 à 1994, et enfin ambassadeur au Soudan pendant plus de cinq ans. 
De juin 2000 à février 2003, il est directeur de l’Office français de protection des réfugiés et apatrides (OFPRA), puis en poste dans l'administration centrale au Quai d'Orsay, avant de devenir ambassadeur de France au Zimbabwe en 2004 et de prendre sa retraite en 2006. Il devient alors conférencier et enseigne également au Centre d’Études Diplomatiques et Stratégiques (CEDS).

## Ouvrages
- Vers un monde nouveau, Mélanges, textes et documents offerts au Professeur Edmond Jouve (collectif) : Afrique du Sud-Zimbabwe: destins mêlés (tome 1), Éditions Bruylant, 2010
- Le Soudan dans tous ses Etats, éditions Karthala[4],[5], 2012
- Les relations internationales en 80 fiches, Ellipses, collection Optima, 2015
- Tempête sur le Grand Moyen-Orient, Ellipses[6], 2015 puis 2017 (2e édition remise à jour)
- Les guerres de Syrie, Éditions Glyphe, 2019 [7].